# Rainbow Books
Rainbow Books (рус. «Радужные книги») — перечень проприетарных (лицензируемых) стандартов цифровых компакт-дисков, определяющих их изготовление и использование. Название книги получили по цвету обложки,. Большая часть стандартов была создана компаниями Sony и Philips и лицензируются у Philips, стоимость одного стандарта составляет от 100 до 5000 долларов США. Некоторые спецификации легли в основу стандартов ISO, IEC, ECMA.
- Красная книга: System description CD Digital Audio, 1982
  - CD-DA (IEC 60908)
    - CD-Text — дополнение к CD-DA от 1996 года
- Зеленая книга, 1986, Philips
  - CD-i — интерактивный
- Жёлтая книга: System description CD-ROM (8 and 12 cm), 1988
  - CD-ROM (ECMA-130, ISO/IEC 10149)
  - CD-ROM XA — дополнение к CD-ROM, 1991
- Оранжевая книга
  - Часть 1: CD-MO, ноябрь 1990.[5] Стандарт был отозван и недоступен для заказа.
  - Часть 2: CD-R, CD-WO, CD-WORM (ECMA-394)[6]
    - Том 1: CD-R со скоростями 1x, 2x, 4x
    - Том 2 «Multi-Speed»: скорости до 48x

  - CD-RW, CD-E (ECMA-395)[7]
    - Том 1: CD-RW со скоростями 1x, 2x, 4x
    - Том 2 «High Speed»: CD-RW со скоростями от 4x до 10x
    - Том 3 «Ultra Speed»: CD-RW со скоростями от 8x до 32x
- Белая книга, 1993
  - CD-Bridge
  - Video CD
  - Super Video CD (1999, IEC 62107)
- Синяя книга, 1995
  - E-CD
  - CD+
  - CD+G
- Бежевая книга, 1992
  - Photo CD
- Алая книга, 1999
  - Super Audio CD
- Пурпурная (фиолетовая) книга, 2000
  - DDCD